# Берека (Петрашківське лісництво)
Бере́ка — ботанічна пам'ятка природи місцевого значення.
Розташована на території колишньої Перташівської сільської ради Могилів-Подільського району Вінницької області (Петрашівське лісництво кв. 14 діл. 3). Оголошено відповідно до Рішення Вінницького облвиконкому від 18.08.1983 р. № 384. Охороняється один екземпляр реліктового дерева — береки (Sorbus torminalis) віком понад 100 років.